# Праздников, Анатолий Владимирович
Анатолий Владимирович Праздников (11.04.1929, Днепропетровск — 29.07.1979, там же) — советский учёный в области оборудования трубопрокатных станов и гидропривода, лауреат Государственной премии СССР.

## Биография
Окончил Днепропетровский металлургический институт (1952, до этого год учился в Днепропетровском университете).
Оставлен на кафедре ТММ и автоматизации в качестве ассистента. В 1959 году защитил кандидатскую диссертацию.
С 1960 г. старший научный сотрудник Института чёрной металлургии (ИЧМ). С 1962 заведующий отделом механизации и автоматизации металлургического оборудования (машиноведения).
В 1968 г. в Институте машиноведения АН СССР защитил докторскую диссертацию на тему «Динамика гидравлических механизмов тяжелых машин».
Доктор технических наук (1969, тема диссертации «Динамика гидравлических механизмов тяжелых машин»), в 1971 г. присвоено ученое звание профессора.
С 1974 г. руководитель работ по подготовке к пуску и исследованиям оборудования системы загрузки крупнейшей в мире доменной печи № 9 комбината «Криворожсталь».
Лауреат Государственной премии СССР в области науки и техники (1968 - за создание и широкое внедрение в промышленность гаммы высокопроизводительных универсальных станов холодной прокатки труб с комплексом новых механизмов). Награждён орденом «Знак Почёта» (1970).
Автор (соавтор) более 150 научных публикаций, в том числе 5 монографий. Получил большое количество авторских свидетельств и зарубежных патентов.
Сочинения:
- Гидропривод в металлургии [Текст] : Модернизация металлург. оборудования. - Москва : Металлургия, 1973. - 336 с. : черт.; 21 см